# Quiestède
Quiestède là một xã trong tỉnh Pas-de-Calais, vùng Hauts-de-France, Pháp.

## Địa lý
Quiestède có cự ly khoảng 6 miles (9 km) về phía nam Saint-Omer, tại giao lộ của các tuyến đường D201 và D195.

## Dân số
| 1962                                                              | 1968 | 1975 | 1982 | 1990 | 1999 | 2006 |
| ----------------------------------------------------------------- | ---- | ---- | ---- | ---- | ---- | ---- |
| 271                                                               | 303  | 291  | 402  | 537  | 665  | 681  |
| Số liệu điều tra dân số tính từ năm 1962, dân số chỉ tính một lần |      |      |      |      |      |      |

## Địa điểm nổi bật
- Nhà thờ Notre-Dame, thế kỷ 16.
- Lâu đài Laprée, xây năm 1760.